# Рамбертино Бувалели
Рамбертино ди Гуидо Бувалели (на италиански: Rambertino di Guido Buvalelli; * 1170/1180, Болоня; † септември 1221) е италиански поет, магистрат и дипломат, първият от ломбардските подести-трубадури през 13 век.
Заема длъжността „подест“ (кмет) на различни градове като Бреша, Милано, Парма, Мантуа, Генуа и Верона. Десет негови стихотворения на окситански език са достигали до нас, но нито едно от които не запазва придружаващата музика. Той обикновено се смята за първият трубадур, произхождащ от Италия, въпреки че всъщност Косезен и Пейре дьо ла Каравана може да са го предшествали.

## Политическа кариера
В младостта си Рамбертино учи право в Болонския университет и не след дълго се присъединява към двора на Есте. Там той среща Беатриче д'Есте, чиято фигура по-късно възпява във всичките си стихове. Той е взет под закрилата на Ацо VI д’Есте и създава силни връзки с партията на гвелфите. 
Появява се за първи път като подест на Бреша през 1201 г.  През тази година успява да сключи мир с градовете Кремона, Бергамо и Мантуа.
През 1203 г., след като приключва назначението си в Бреша, се мести отново в Болоня, където работи като прокурор. Следващите пет години от живота му остават доста неясни, но се знае, че през 1208 г. той става подест на Милано. Той се появява в някои милански документи като Lambertinus Bonarelus и Lambertinus de Bonarellis, но сред историците няма съмнение, че тези имена се отнасят точно за трубадура.
През 1209 г. се завръща в Болоня, където получава позицията „консул на правосъдието“. През 1212 г. започва работа като посланик в Модена от името на кардинала - папски легат на папа  Инокентий IV Хуго ди Сеса, който скоро става епископ на Верчели, но през май се връща отново в Болоня. Бувалели отново е прокурор на Болоня през 1212 г., но има легенда, че през тази година участва в правен спор, свързан със самбука, като част от схватките между Болоня и Пистоя. През 1213 г. става кмет на Парма. През 1214 г. той възобновява поста си като консул в Болоня и се заклева да подкрепя Лигата между Болоня и Реджо Емилия. Между 1215 и 1216 г. е кмет на Мантуа.През 1217 г. е избран за кмет на Модена.
През 1218 г. е назначен за подест на Генуа – позиция, която заема до 1220 г. Вероятно през тези три години той въвежда окситанската лирическа поезия в града, която по-късно се развива в богато културно движение.
През 1221 г. отново му е предложена длъжността на кмет на Модена, но той я отказва поради папска забрана от Хонорий III. През същата година е назначен за кмет на Верона – позиция, която приема, но умира през септември. На надгробната му плоча има надпис: MCCXXI. Hoc de mense September obit dominus Lambertus Buvalelli potestas Verone („1221 г. През месец септември умря господин Ламбертус Бувалели, подест").

## Творчество
Рамбертино вероятно научава окситански език чрез четене на поетични сборници, т. нар. „канцониери“, а не чрез контакти с други трубадури. Неговата поетична продукция, количествено скромна, разкрива известна техническа способност и използва доста сложни метрични схеми и алитерация. Неговата техническа експертиза е много очевидна и използваният език е без нарушения, дължащи се на италианизми. Като се има предвид, че той е един от първите италиански трубадури, може би не е изненадващо, че се фокусира върху темата за куртоазната любов и пише само кансу (песни). Той влиза в контакт с други трубадури, по-специално с Елиас Кайрел, когото моли да донесе поемата Toz m'era de chantar gequiz на Беатриче в двора на Есте, след като бъде завършена. Може би способността на Рамбертино да пее за любовта подтиква Пейре Раймон Тулузки да му посвети своята De fin'amor son tuit mei pessamen, която е описана като „едно от най-добрите описания на куртоазната любов“.
Това е списъкът на оцелелите поезии на Рамбертино, подредени по азбучен ред:
- Al cor m'estai l'amoros desirers
- D'un salut me voill entremetre
- Er quant florisson li verger
- Eu sai la flor plus bella d'autra flor
- Ges de chantar nom voill gequir
- Mout chantera de ioi e voluntiers
- Pois vei quel temps s'aserena
- S'a mon Restaur pognes plazer
- Seigner, scel qi la putia
- Toz m'era de chantar gequiz